# Philipp Max
Philipp Martin Max (phát âm tiếng Đức: [ˈfiːlɪp ˈmaks]; sinh ngày 30 tháng 9 năm 1993) là một cầu thủ bóng đá người Đức chơi ở vị trí hậu vệ cho câu lạc bộ Eintracht Frankfurt tại Bundesliga theo dạng cho mượn từ PSV. Anh cũng thi đấu cho đội tuyển bóng đá quốc gia Đức.